# زويا أختر
زويا أختر (بالهندية: जोया अख्तर؛ بالإنجليزية: Zoya Akhtar) هي كاتبة سيناريو ومخرجة هندية، ولدت في 9 يناير 1974 في مومباي في الهند.

## وصلات خارجية
- زويا أختر على موقع IMDb (الإنجليزية)
- زويا أختر على موقع ألو سيني (الفرنسية)
- زويا أختر على موقع أول موفي (الإنجليزية)
- زويا أختر على موقع قاعدة بيانات الفيلم (الإنجليزية)
- زويا أختر على موقع كينوبويسك (الروسية)